# The Great War: Breakthroughs
The Great War: Breakthroughs is het derde deel van de Great War-trilogie van de Amerikaanse schrijver Harry Turtledove, die de Unie en de Confederatie volgt tijdens een Eerste Wereldoorlog in een alternatieve geschiedenis waarin de Confederatie de Amerikaanse Burgeroorlog heeft gewonnen. De Unie staat hierbij aan de kant van de Centralen, en de Geconfedereerde Staten aan de kant van de Entente. Breakthroughs beschrijft de eindfase van de Grote Oorlog van 1 januari tot eind juli 1917. Het boek verscheen in 2000.

## Inhoud
De koppige oude luitenant-generaal Custer heeft een idee. Hij laat barrels (tanks), die tot dusverre vrij ineffectief verspreid over het front opereerden, groepsgewijs de Geconfedereerde linies aanvallen. Dit gaat tegen de officiële doctines in en Custer neemt hiermee dus een enorm risico. De jonge kolonel Irving Morrell leidt de tankaanval. Deze is zeer succesvol en zorgt voor een doorbraak, uiteindelijk resulterend in de inname van Nashville, Tennessee.
In het oosten herovert de Unie in een zware strijd Washington D.C., en rukt vervolgens Virginia binnen. De oude hoofdstad loopt hierbij grote schade op. Sequoyah (Oklahoma) gaat verloren en Unie valt Texas binnen. Daar creëren ze in West-Texas de staat Houston, die prompt toegelaten wordt tot de Unie. Het is duidelijk dat de Confederatie de strijd niet lang meer kan volhouden.
Ook in Canada loopt de Entente op zijn laatste benen. In het oosten wordt de Republiek Quebec uitgeroepen met Amerikaanse steun, en rukken de troepen op naar Quebec-stad en Montreal. Deze republiek wordt direct erkend door de Centralen en door Italië en Nederland. Winnipeg valt en Toronto wordt omsingeld. In Zuid-Amerika blokkeert een Chileens-Amerikaanse vloot Argentinië. Deze blokkade wordt nog knellender wanneer Brazilië de kant van de Centralen kiest. Groot-Brittannië is nu afgesneden van voedselbevoorrading.
In Europa breekt de Russische Revolutie uit, waardoor Rusland als oorlogspartij uitgeschakeld is. In het Franse leger breekt muiterij uit, waarop Frankrijk de Centralen om een wapenstilstand verzoekt. Ook de Confederatie, verslagen op alle fronten, verzoekt in juli 1917 om een wapenstilstand: eerst alleen in Tennessee, daarna op alle fronten. Groot-Brittannië capituleert als laatste. Een onopgehelderd feit is het torpederen van de destroyer USS Ericsson, na het ingaan van de wapenstilstand. De Britten, op dat moment nog in oorlog, worden aanvankelijk als schuldige aangewezen. De dader is echter commandant Kimball van de Geconfedereerde duikboot CSS Bonefish.
Theodore Roosevelt en de Duitse keizer Wilhelm II gelden als de grote overwinnaars, en generaal Custer wordt door Roosevelt, ondanks hun wederzijdse persoonlijke aversie, bevorderd en als een held binnengehaald. Hij neemt zich voor de Confederatie een harde vrede op te leggen en zo veel mogelijk veroverd gebied te behouden, zodat de Confederatie de Unie nooit meer zal kunnen bedreigen.
Overal in Europa en Amerika zwijgen eindelijk de kanonnen, en keren de soldaten terug naar huis om hun leven op te pakken.